# Euxoa falvidens
Euxoa falvidens är en fjärilsart som beskrevs av Smith 1887. Euxoa falvidens ingår i släktet Euxoa och familjen nattflyn. Inga underarter finns listade i Catalogue of Life.